# Liebe ist für alle da

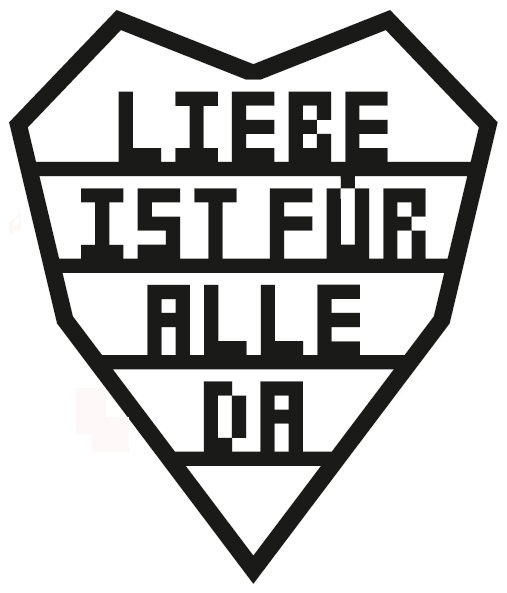
Logo albumu Rammstein "Liebe ist für alle da"

Liebe ist für alle da – szósty album studyjny zespołu Rammstein, wydany 16 października 2009 roku.

## Historia
Tytuł albumu został zatwierdzony i podany do wiadomości publicznej 1 września 2009 w nagraniu promocyjnym do nowego singla „Pussy” oraz w wywiadzie z Paulem Landersem w magazynie „RockOne”.
Album zawiera jedenaście utworów. Osiem tytułów podanych zostało 13 sierpnia 2009, pozostałe trzy ujawniono 19 sierpnia.
W lipcu 2009 tytułowy utwór, „Liebe ist für alle da”, wyciekł do Internetu wraz z różnymi materiałami promocyjnymi.
Richard Z. Kruspe powiedział, że „B********” nie pochodzi od słowa „bastard”, ale od „bückstabü”, czyli słowa wymyślonego przez zespół, które nie ma określonego znaczenia, może znaczyć cokolwiek.
Pierwszym singlem promującym album jest „Pussy”, zawierający również utwór „Rammlied” jako B-side, wydany 18 września 2009 w Unii Europejskiej i 19 września w USA. Razem z nim premierę miał pierwszy teledysk do utworu „Pussy”.
Bundesprüfstelle für jugendgefährdende Medien, niemiecka organizacja rządowa dbająca o dobro dzieci, umieściła album na liście materiałów nieodpowiednich dla nieletnich, czego głównymi przyczynami były utwór „Ich tu dir weh” oraz zdjęcie we wkładce, na którym Richard Kruspe kroi ciało nagiej kobiety. Sprawiło to, że album kupować mogą w Niemczech jedynie osoby dorosłe, dodatkowo nie może on być prezentowany na widoku w sklepach, do których wstęp mają osoby nieletnie. W Niemczech w międzyczasie ukazała się reedycja płyty bez rzeczonego utworu oraz kontrowersyjnego zdjęcia.
Album w Polsce uzyskał status złotej płyty.

## Spis utworów

### Wersja podstawowa[8]
1. „Rammlied” – 5:20
2. „Ich tu dir weh” – 5:02 (w wersji ocenzurowanej nie ma tego utworu)
3. „Waidmanns Heil” – 3:33
4. „Haifisch” – 3:45
5. „B********" (Bückstabü) – 4:15
6. „Frühling in Paris” – 4:45
7. „Wiener Blut” – 3:53
8. „Pussy” – 4:00
9. „Liebe ist für alle da” – 3:26
10. „Mehr” – 4:09
11. „Roter Sand” – 3:59

### Wersja limitowana[9]
Wersja limitowana składa się z dwóch płyt i zawiera jedenaście utworów z podstawowej wersji oraz pięć dodatkowych utworów:
1. „Führe mich” – 4:34
2. „Donaukinder” – 5:18
3. „Halt” – 4:20
4. „Roter Sand (Orchester Version)” – 4:06
5. „Liese” – 3:56

### Dodatkowe utwory
Z serwisu muzycznego Itunes można dodatkowo pobrać remiks jednego z utworów:
1. „Rammlied (Thrash-terpiece Remix by Machine Head)” – 6:19

## Twórcy
- Till Lindemann – śpiew
- Richard Kruspe – gitara prowadząca, chórki
- Paul Landers – gitara rytmiczna, chórki
- Oliver Riedel – gitara basowa
- Christoph Schneider – perkusja
- Christian Lorenz – instrumenty klawiszowe
- Sven Helbig – aranżacja orkiestry i chóru
- Filmorchester Babelsberg – orkiestra

## Pozycje na listach
| Lista         | Kraj              | Pozycja |
| ------------- | ----------------- | ------- |
| Billboard 200 | Stany Zjednoczone | 13      |
| OLiS          | Polska            | 2       |